# Fraugde Sogn

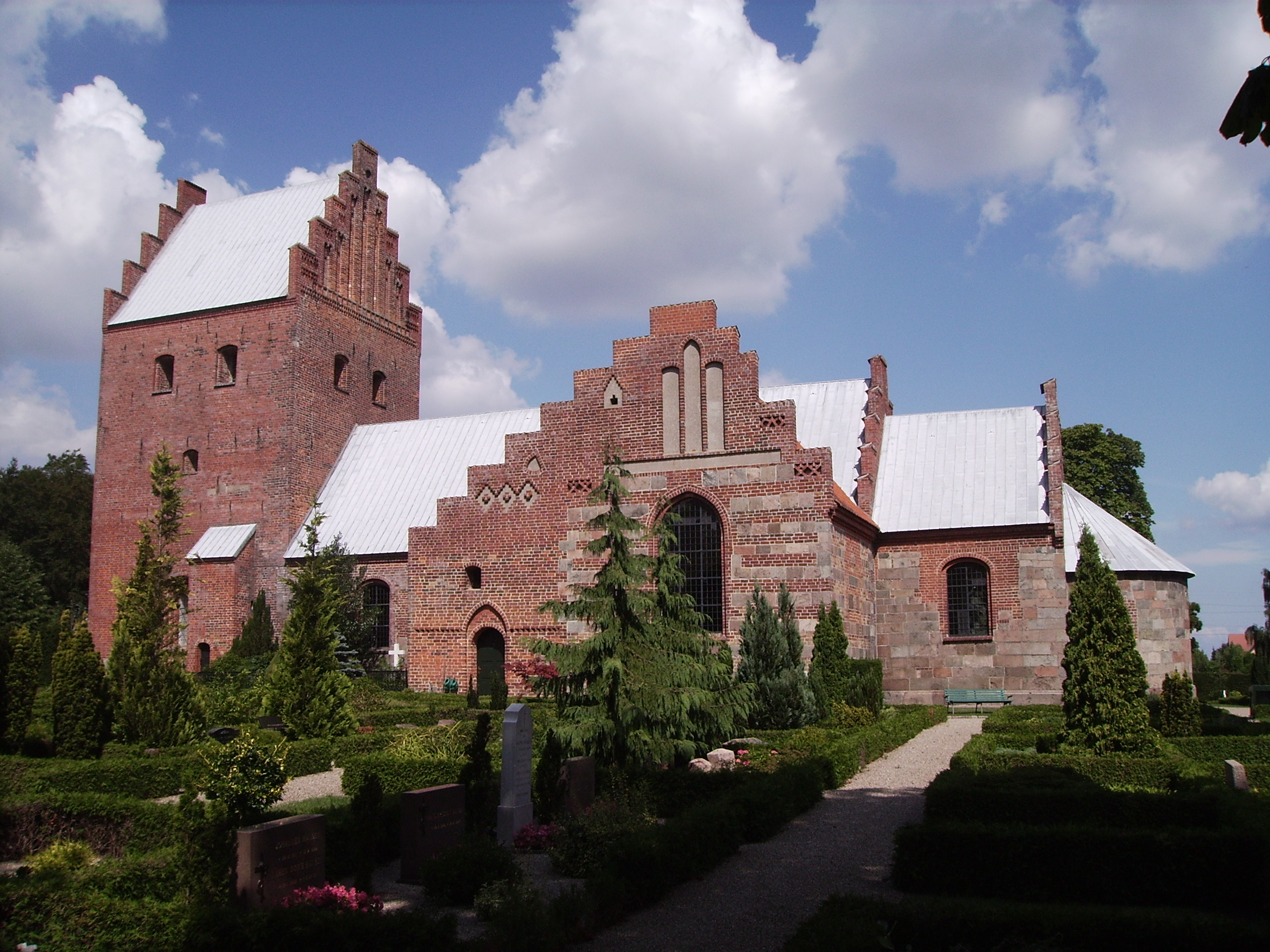
Fraugde Kirke

Fraugde Sogn ist eine Kirchspielsgemeinde (dän.: Sogn) auf der Insel Fyn (dt.: Fünen) im südlichen Dänemark. Bis 1970 gehörte sie zur Harde Åsum Herred im damaligen Odense Amt, danach zur Odense Kommune im Fyns Amt, die im Zuge der Kommunalreform zum 1. Januar 2007 Teil der Region Syddanmark geworden ist.
Im Kirchspiel leben 4225 Einwohner, davon 2067 im Kirchdorf (Stand: 1. Januar 2023). Im Kirchspiel liegt die Kirche „Fraugde Kirke“.
Nachbargemeinden sind im Norden Åsum Sogn, im Nordwesten Tornbjerg Sogn, im Südwesten Allerup Sogn und im Südosten Davinde Sogn, ferner in der östlich benachbarten Kerteminde Kommune Marslev Sogn und in der südlich angrenzenden Faaborg-Midtfyn Kommune Sønder Nærå Sogn.